# Liste des compagnies aériennes de Tunisie
Voici une liste des compagnies aériennes opérant actuellement en Tunisie.
| Nom               | Nom en arabe                           | Image | Code IATA | Code OACI | Indicatif d'appel | Fondation |
| ----------------- | -------------------------------------- | ----- | --------- | --------- | ----------------- | --------- |
| Express Air Cargo | الشحن الجوي السريع                     |       | 7A        | XRC       | Tunisia cargo     | 2015      |
| Jasmin Airways    | ياسمين للطيران                         |       | JO        | JAW       | Jasmin            | 2019      |
| Nouvelair Tunisie | الطيران الجديد تونس                    |       | BJ        | LBT       | Nouvelair         | 1989      |
| Tunisair Express  | الخطوط التونسية السريعة                |       | UG        | TUX       | Tunexpress        | 1991      |
| Tunisair          | الخطوط التونسية                        |       | TU        | TAR       | Tunair            | 1948      |
| Tunisavia         | الشركة التونسية للنقل و الخدمات الجوية |       | -         | TAJ       | Tunisavia         | 1974      |

## Compagnies aériennes défuntes
Voici une liste des anciennes compagnies aériennes tunisiennes :
| Nom                       | Image | Code IATA | Code OACI | Indicatif d'appel | Fondation | Disparition | Remarques                          |
| ------------------------- | ----- | --------- | --------- | ----------------- | --------- | ----------- | ---------------------------------- |
| Fly International Airways |       |           | NVJ       |                   | 2002      | 2002        | Rebaptisée Nouvelair International |
| Karthago Airlines         |       | 5R        | KAJ       | Karthago          | 2001      | 2010        |                                    |
| Nouvelair International   |       |           | NVJ       |                   | 2002      | 2005        |                                    |
| Sevenair                  |       | UG        | SEN       |                   | 2007      | 2011        | Rebaptisée Tunisair Express        |
| Syphax Airlines           |       | FS        | SYA       | Sypraxair         | 2011      | 2015        |                                    |
| Tuninter                  |       | UG        | TUI       |                   | 1991      | 2007        | Rebaptisée Sevenair                |

## Voir également
- Liste des aéroports en Tunisie